# 허윤슬
허윤슬(1993년 3월 31일 ~ )은 대한민국의 뮤지컬 배우이다.

## 학력
- 한림연예예술고등학교 뮤지컬과 (졸업)
- 서울예술대학교 공연창작학부 전문학사 (졸업)
- 서울예술대학교 연극과 전문학사 (졸업)

## 방송
- 아티스탁 게임 (2022) - 5위

## 공연
- 작업의 정석 (2016)
- 베어 더 뮤지컬 (2017, 2020)
- 뮤지컬 〈미인〉 - 신중현의 명곡이 뮤지컬로 탄생하다 (2018)
- 오! 캐롤 (2018)
- 그리스 (2019)
- 미인 - 과천 (2019)
- 스모크 (2020, 2021)
- 블루레인 (2021)
- 박열 (2021, 2022)
- 팬레터 (2021, 2022)
- 2022 궁중문화축전 : 소현 (2022)
- 프리다 (2022)
- 브론테 (2022) - 샬럿 역

## 영화
- 여타짜 (2021) - 도로시 역
- 투란도트 어둠의 왕국 (2022) - 로링공주 역

## 음반
- bare the musical (2018)
- bare the musical (2020)